# Districtul Dedza
Dedza este un district  în   statul Malawi. Reședința sa este orașul Dedza.